# موزه هنر توکوگاوا
موزه هنر توکوگاوا (به ژاپنی: 徳川美術館, Tokugawa Bijutsukan)، یک موزه هنری خصوصی، واقع در محوطه سابق اوزونه شیمویاشیکی در ناگویا، مرکز ژاپن است.